# ملك الظل
ملك الظل (المعروف أيضا باسم امل فاروق) هو شخصيه خياله شريرة معروفه في سلسلة مارفل كوميكس وينشر في ملحق اكس مان اعدائه هم قائد الي اكس مان وبروفسور اكس. في الاصل كان فاروق انسان متحول من مصر. ويتميز فاروق باستخدام قدراته الخارقه علي التخاطر وقراءة الافكار في أعمال الشر، واطلق عليه اسم ملك الظل. في وقت لاحق، اقر الكتاب ان فاروق ما هو الا الوجه المعاصر من وجوه الشر القديم المتعارف عليه منذ بداية الخلق. 
    ظهرت شخصية فاروق في اماكن عديدة في قصص اكس مان مثل سلسة الرسوم المتحركة "اكس مان" و والفرين والاكس مان. لقد ظهر لأول مرة في المسلسل التلفزيوني ليجون (مسلسل). في الحلقات الاولي ظهر ملك الظل كظاهرة ذهنية تعرف باسم «الشيطان ذو العيون الصفراء» (قام بالاداء الصوتي كوينتون بويسكلير) لاحقا اخذت الشخصية عدة اشكال منها امراءه تدعي ليني بوسكر (لعبت الدور أوبري بلازا). في الموسم الثاني من المسلسل، ظهر الشكل الحقيقي لشخصية ملك الظل (امل فاروق).

## تاريخ النشر
ألف كريس كلاريمونت بمساعدة جون بيرني شخصية ملك الظل والتي ظهرت لأول مره في العدد رقم 117 ل أنكاني إكس مين (يناير 1979) كشخصيه امل فارق القادره علي التخاطر. 
ظهر فاروق أيضا في ذا نيو موتنتاس العدد 34 (ديسمبر 1985) كشخصيه مسيطرة علي شخصية كارما منذ العدد رقم 6، وظهر بعد ذلك في أنكاني إكس مين، والجدير بالذكر انه لم يشار لفاروق باسم ملك الظل حتي عدد أغسطس 1990(عدد رقم 265). 
اكس تريم اكس مان واكس مان: كشفت شركة ترو فرندس ان ملك الظل هو كنايه عن قوي الشر الموجوده منذ بداية الخلق والذي يقوم بقرأه الخواطر بل والتحكم فيها. رسمة شخيصة فاروق علي انه يعاني من السمنة المفرطه وينقصه الثقة بالنفس كدليل علي جشعه وغالبا ما يكون كل الموالين له علي نفس الشاكله يعانون من السمنة المفروطة.  

## سيرة الشخصية الخيالية
اصول ملك الظل غير معروفة. المعلومة الوحيدة المتوفره هي انه كان يعيش في المغرب حتي القرن التاسع عشر. يعد فاروق كنايه للجانب المظلم في الوعي البشري. كلما زادت قوي فاروق كلما زادت قدرته علي السيطرة الروحية علي من حوله، متغذيا علي ظلال، مندمجين الي ظله سامحين له باخذ بالتنكر في اشكال عدة.
لسنوات عديدة، كان يظهر ملك الظل على شكل شخصية امل فاروق، كما انه واجه بروفسير x العديد من المرات. 
 تاريخ امال فاروق منذ منتصف القرن العشرين 

عرف ملك الظل باسم امل فاروق منذ عام 1931 يعلم لصالح اثنان من عملاء هتلر وهم بارون فون ستروكر و جيست. خطط كلا من فون ستروكر وجيست الانقلاب علي الملك ايدوارد واستبداله بحاكم فاشستي موالي لهتلر. اعاد فاروق كلا من فيونكس فورس على شكلراتشل سامر وحليفتها شادوكات (والمعروفه أيضا باسم كاتي باريدي). بدأ فون ستروكر يشكك في قدرات فاروق. 
حصل «ملك الظل» سريعا علي «شادوكات» التي سرعان ما هربت تحالفا مع «الاسدهاير كيزوس». ومن ناحية اخري اختطف فاروق وريث العرش_ليليبت وفر هاربا الي ادينبرج في الوقت التي حاولت فيه «شادوكات» الوصول الي سامرز وجدت فاروق مسيطرا علي الوضع!. فاجا من جهة اخري برايد فاروق باتصاله «بملك الظل» مما مكنها من الفرار. سيطر فاروق علي كينروس وحاول قتلهما معا.لكن برايد استخدم قوته التدريجية لتعطيل واخماد نظام كينروس العصبي والعمل علي تهدئتة.
علي الرغم من ان «فاروق» كان سيضحي بكينروس للشياطين مقابل تعويذة من شانها ان تقضي علي الملكية الإنجليزية. فقد قاطعها كيتي وسقط سكينة البلوري قطعا ذلك دخول الشياطين جسم فاروق مسيطرة عليه وبدا تفريغ طاقتة قاتلا جميع النازيين، كما انه اتهم فون ستروكر بالخيانة وحاول اطلاق النار عليه وتحول فاروق الي «ملك الظل» نفسه. لذا بدا فاروق في اجبار كنيروس وبرايد علي القتال لكن من حسن حظهم انقذهم لونمان الشاب. واطلقت العنقاء قوتها علي فاروق لكنها كانت منهزمة، فعاد ليليبت هاربا وفارا الي منزل هوليرود. كان فاروق قد يمتلك خادمات للمنزل فارسلهم لمطاردة برايد وفينيكس. ومن جانب اخر كان يدبر لوغان كمينا لفاروق، لكن فاروق كان بمثابة سامرز والخدم يهاجمونه، وبعد ذلك باءت هذه المحاولات بالفشل مالكا فاروق برايد وليليبت.
بدا برايد يتحدث عن المستقبل وسقوط هتلرحيث هاجم فاروق ليليبت مما ادي الي تعطيله بما يكفي لعرقله برايد لنظامه العصبي واعطاء سامرز وقت لاستعادة السيطرة علي نفسها. تعافي فاروق وحاول استعاده اسراه لكن فينكس حارب علي متن الطائرة النجمية، كان فينكس ذاهبا لقتله عندما عندما ضرب برايد بسيفه سكورز، مما جعلهم يعودون الي اجسادهم وكان من المفترض ان جسد فاروق قد دمر بواسطة انفجار الطاقة من السيف ولكن في وقت لاحق عندما استجوبته راشيل إذا قتلوا فاروق، يكشف برايد انهم قد اضعفوه حقا.

### مواجهة مع تشارلز لزافييه
في عام 1971 : عاد فاروق وقابل قواد المعركة «جيمس في» و «واتكينز جي-ار» حيث عرض عليهم الدعم إذا استطاع فاروق نفسه الحصول علي معلومات حول الابدية. فاعطي فاروق واتكينز اسم «ماردوك» فاصبح فاروق سيدا للجريمة في مصر حيث سيطر علي حقبة اللصوص في القاهرة وايضا (تم اختيار جيب تشارلز كزافييه من قبل طفل، اورور موفرو), بعد ان اوقفتها كزافييه واسترد ممتلكاته فقد صعق برزمة من الطاقة الكهربائية وعندما عثر عليه اكتشف ان مصدر الهجوم كان حانة قريبة (حيث التقي فاروق) كان جالسا علي طاولة منفردة فتبادلا الحديث، اخبر فاروق كزافييه انه كان يستشعر جهاز تلفاز قريب وكان الهجوم تحذيرا للبقاء بعيدا عن المنطقة. وفي النهاية: حاول كزافييه بدون جدوي للانضمام اليه في نشاطاته الاجرامية. يعتقد كزافييه ان الاشخاص الذين لديهم مثل هذه الهدايا يجب ان يستخدموها لتحسين العلم. وهزم كزافييه فاروق علي متن الطائرة نجمي مع هجوم لاذع وقاتل. كان أول لقاء له بعد الهزيمة مع كزافييه كانه مع متحول شرير مما ادي الي تشكيل الرجال المتحولون من حيث ازدياد قوتهم، كانت الحالة النفسية لا تزال علي متن الطائرة «استرال» وعلي الرغم من كل هذا الا ان فاروق كان ينتظر فرصه اخري لمحاربة كزافييه (الذي كان يخشاه الآن).

### المتحولون الجدد
المتحولون الجدد (المسوخ) أصبح ملك الظل على وعى بمتحولة صغيرة تدعى كارما وهي عضو من زفير للمتحولين الجدد ولديهم القدرة النفسية على امتلاك كائنات أخرى. في واحدة من أولى مهام الفريق، قتل على مايبدو كارما في انفجار مخبأ الأفعى ومع ذلك استخدم ملك الظل قوة كارما (سلطاتها) ضدها لأمتلاكها. أما بالنسبة لكارما اعاد، اعاد ملك الظل بناء امبراطوريتة على مستوى العالم من خلال وضع شره في جسدها. حيث استخدمها للسيطرة على المصارعون وهم مجموعة من المسوخ، باستخدام صورة ثلاثية الأبعاد للقائد الكسندر ألفين. استخدم ملك الظل المصارعون لاختطاف ماجما وسنبوت مما أجبرهم على محاربة بعضهم البعض حتى حاول زملائهم كنونبول وشادوكات وماجيك ودزلر إنقاذهم. واثناء معركتهم للهروب من المصارعين أدرك كانون بول وشادو كات أن خصمهم السام هي كارما. حيث انهم أن يدركوا انها تحت سيطرة ملك الظل. ولقد اتبع الفريق كارما إلى مادريبور حيث تعرضوا لسيطرة عقل كارما (تم زيادتها من قبل الملك). وفاز باقى المحاربون الجدد والاستورم على زملائهم ف القاهرة حيث سيطرت الكرمة على ستورم وميراج. أدركت ماجيك ان كارما كان يمتلكها ملك الظل فأفرجت عن زملائها في الفريق من سيطرة كارما وكارما من ملك الظل. حيث بعد فقدانة مضيفه، نقل ملك الظل إلى سايفر ودخلت كارما العالم النجمي وعلى ما يبدو دمرت شكله النجمى. 

### ملحمة جزيرة موير
عاد ملك الظل بعد عدة سنوات في جثة عميل اف بى اى متوفى يدعى جاكوب رايزدس عندما تمت إعادتة إلى مرحلة الطفولة من قبل المربية واستيقظ مع فقدان الذاكرة. استخدم التأمل للدخول العالم النجمى واكتشف ان استورم ما زال على قيد الحياة ولكن على حسب ذراعه السبوانى. عندما حاول ملك الظل أن يدعى الطفل، تم استجوابه حول دوافعه وعند هذه النقطة قال رجل واطلق استورم في جزيرة موير. استخدم تيلفيت ليجيون سيريبرو البحث عن استورم وغيره من الإكس مين عندما هاجم ملك الظل وامتلكه، كما حصل على موريا ماك تاجرت وفالرى كوبر بعدما ارسل فالرى كوبر لقتل ميستيك.
وضع ملك الظل فخاً القبض على استورم، ولصغر سنها كانت لديها سيطرة اقل على صلاحيتها الطافرة. ولكن عندما حاول أن يمتلك عقلها ضربته بشكل غير قاطع برأس صاعقة ولكن سرعان ما وجدها مع جامبت. ولقد عملوا معاً لمحاربته وقاموا بالهروب ووراءهم كلاب الصيد خاصته لمطاردتهم.
هزم ميستيك فاليرى كوبر وقام بانتحال شخصيتها ظاهراً على شاشة التلفاز الإبلاغ عن وفاة ميستيك.
انفصلت جزء من كارول دانفرز عن روغ وسافرت إلى جزيرة موير، حيث أجبرت على محاربة ليجيون ومويرا ماكتا غرت، عندما خرجت من الحصار المحفوفة بالمخاطر في المخبأ الاسترالى السابق التابع لشركة إكس مين على الرغم من أنها هزمتهم، إلا أنها ملكت من قبل ملك الظل حيث اجبرها على الذهاب إلى ارض سافاج العثور على روغ لكنها هزمت عند وصولها من قبل مغنيتو.
كان ملك الظل بمخططاته الطموحة خائفا من أن يتم التعرف علية من قبل القادرون على التخاطر الاخرون. أنه في حاجة إلى الربط بين العالم النجمى واللامادى أو مايسمى وراء الطبيعة (مملكة العالم الروحى) لتوليد اضطراب من شأنه أن يؤثر على التخاطر. لقد تغيرت صلاحيات بولاريس مؤخرا من قبل لازدن واختار بولاريس كرابط له. 
حاول جان جراي الوصول إلى الطائرة النجمية مع كريبو، ولكن ملك الظل تجاوز دفاعات كريبو ولاحظ ان جين فقدت تخاطرها القوي وكانت عاجزة، وحاول تحويلها الي ملكة الظل، ولكن بسلوك هدده بنصله، واستخدم النصل علي جين عائدا بها الي العالم المادي، ومع ذلك لم يتمكنوا من تذكر تفاصيل اللقاء وشخصيته لم تكن معرضة للخطر بعد، ولكن تم اكتشافها عندما قام بروفيسر اكس بفحص عقل كلوزو بعد ان حاول الاخير قتله.
كشف الأكس مين سيطرة رجل الظل علي جزيرة موير، وأرسل فرقة عمل متضمنة: ستورم، فورج، جامبيت، بانشي، ولفرين، وجوبيل لازالة تأثيره. ملك الظل أرسل عبيده للدفاع عن الجزيرة، وهزموا الغزاة، اكسزايفر ادرك انه بحاجة الي بشري ورابط ليستكمل ماثره، وخطط لقطع الروابط. ميستيك كشفت عن نفسها وضربت جاكوب علي رأسه مدمرة عقله وقاتلة لمضيف ملك الظل. أصبحت ليجون غير مستقرة بسبب الصدمة والقضاء علي مضيف رجل الظل. أكس فاكتور اكتشف ان هذا الرابط كان بولاريس ولكن ملك الظل استحوذ علي ليجون. ملك الظل أمر عبيده بالاختفاء تحت الأرض لأنه كان سيستخدم قوة ليجون لتدمير سطح جزيرة موير. تحريك جين جراي الذهني حمي كلا من اكس مين واكس فاكتور.
ثم استخدم اكسزايفر جين كمرساة لمحاربة ملك الظل في الطائرة النجمية، ولكنه تم هزمه. أرشانجل وكلوزو وسيكلوبس ووستورم انضموا لجين في الطائرة النجمية لمساعدة اكسزايفر غير مدركين لجثة ليجون القريبة منهم. علي الرغم انهم اعطوا اكسزايفر الإرادة والطاقة، ليجون دمرت أجسادهم وعاد اكسزايفر الي حالته المشلولة السابقة. فورج استخدم نصل بسيلوك علي بولاريس محطما رابط رجل الظل، وبعد ذلك تبددت طاقته للتغلب علي اكس مين. حاول اكسزايفر وجين امتصاص ما يقدرون عليه وحماية الاخرين، اكسزايفر قدم فرصة لرجل الظل لتحرير نفسه ولكنه رفض ودخل في غيبوبة. 

### رطل الحرب
بعد حادثة أونسلوت والتي خسر فيها اكسزايفر صلاحياته، كان بامكان رجل الظل العودة الي العالم المادي، بعد ان فقدت طائرة بسيونك وصيها. تظاهر ملك الظل علي انه أناسي، حيث استولي علي القبيلة الأفريقية التي عادت بالعاصفة. بعد مهاجمة أحد أقاربها، بسيلوك أخذت العاصفة الي الطائرة النجمية لمحاربة أناسي، فقط للعثور على عقول القرويين التي أقيمت في نمط مميز. قبل أن يتمكنوا من تمييز المنطق، هاجمت أناسي بسيلوك، وذكرتها بأخطائها الماضية وكيف كانت دائما تعتبر جين زائدة عن الحاجة. أينت تجد عاصفة وتخبرها بالحقيقة، لكن أناناسي تدفن العاصفة تحت عظام أصدقائها القتلى قبل أن تتمكن من إخبار بيتسي بالحقيقة. وقعت بسيلوك في فخ أناسي وضربت أحد القرويين بالنصل دون قصد، وهذا تسبب في سلسلة من ردود الأفعال والتي شلت خطة بسيونك في حد ذاتها وإتلاف اللاوعي الجماعي لكل كائن موجود على الأرض (أساس طائرة الرطل) وكذلك جميع المناطق الحساسة في العالم المادي.
يرى البشر بأنهم قد اختبروا هذه المشاعر من قبل مثل الصداع النصفي، ونزيف الانف، والكوابيس. أما هؤلاء من يتعرضون للتشويه؛ فهم من ولدوا لديهم مشاكل في قدراتهم العقلية والبدنية. جون ونايت جراي، وكابل، وايما فروست، شامبر وبيانس لينجي كانوا محطمون. طمست «مادي» بريور، والتي ادت مخلفاتها العضوية لمرض نايت جراي العضوي، دكتور سترانج وسبايدر مان أيضا تأثروا بالمرض؛ بينما انتهى الحال بشايلوك تهذو في عبث؛ اما اناناسي فقد كشف عن حقيقته كملك شرير؛ فبذلك أصبح بعيدا عن أي مواجهة للامراض الموجودة على الطائرة. وباتحاد المشوهون؛ بدأ الملك يفرض سيطرته وينشر الفساد بين البشر، ولقد اوضح لشايلوك انه بالرغم من هزيمته على يد تشارليس في جزيرة ميور؛ والتي يقال انه مات فيه، الا انه استطاع أن يعيش، فقد لجأ للبيات الشتوي من أجل تحسين حياته. وفي النهاية قال وداعا إلى الأبد؛ حيث انتقل بعيدا إلى الفضاء، واما شايلوك فقد تحولت إلى حجر ثم تحطمت، ولكن كريمسون داون انقذ حياتها مرة ثانية؛ حيث استخدم قدراته والتي منعت الملك الشرير من أن يلاحظها. وأخيرا قامت بمواجهة الملك عن الطريق التظاهر بقبولها لعرضه وأن تصبح الملكة الشريرة، لكي تعطي الفرصة لستورم لتحرر الآخرين. على الرغم من ذلك استخدم فاروق حيلة وعلم أن شايلوك أرسلت الرجال اكس إلى العالم المادي، وقادت المعركة ضد الملك الشرير؛ الذي بذل قدر استطاعته ليكرس جميع قواه من أجل ان يؤذي كل عقل بشري على الأرض. تأثرت شايلوك بقوى الملك، ولكنها حافظت على تركيزها، لتكتشف أن الملك ترك حلقة وصل بينه وبين الطائرة؛ وهي أن جسده معرض للتحطم من أجل ان يصل لكل عقل بشري على الطائرة. استخدمت شايلوك قواها من أجل الحفاظ على تلك الحلقة، من أجل احتجاز الملك؛ ولكن هذا الفعل سيمنعها من استخدام قواها تلك مرة أخرى وإلا سيطلق سراح الملك مرة أخرى. تركت شايلوك الطائرة للمرة الأخيرة، وكشفت عما حدث لستورم.
وبعد فترة؛ استطاع الملك أن يحصل على عقل شايلوك، وأجبرها على أن تطهر لوجان من الموت بمساعدة أصدقاء لوجانز. تحول أرتشانجل إلى مسخ بسبب اتصاله القريب بابوكليبس، تمكن الملك من إقناع بيتسي لإطلاق صراحة مقابل مساعدته لواررين، ولكن ظهر واررين نفسه في عقلها بشكل غامض، مانعا اياها من الوصول اليه، وجعلها ترسل الملك إلى السجن مرة أخرى. 

### الحرية
حصل الملك على حريته وخرج من سجنه؛ بعد أن قتلت شايلوك في معركة مع الصياد المتحول _فارجرس. بعد أن أطلق سراحة عاد مرة أخرى يمتلك الريفرز ويهاجم الرجال اكس، ولكن روجي استخدمت قواها المكتسبة وكمبيوتر سايج كعقل لكي تهاجم الملك؛ عن طريق ربط روحه كما فعلت شايلوك من قبل.